# Pintycsőrű moha
A Brachythecium rutabulum (mankós rövidtokúmoha a másik magyar neve) az egyik legközönségesebb lombosmoha Európában és így Magyarországon is. Szinte mindenhol megtalálható: természetes, mesterséges (parkok, városok, szántók, legelők), síkvidéki vagy éppen hegyvidéki élőhelyeken.

## Megjelenése
Változatos megjelenésű mohafaj. Laza vagy erősebb gyepet alkot, színe  halvány zöld, sárgászöld vagy akár aranysárga is lehet. A hajtás szabálytalanul elágazó 5–10 cm hosszú, teljesen elterülő vagy kissé felálló is lehet.
A levelek tojásdad alakúak széles alappal, kissé homorúak és redősek. A levélhegy rövid. A levélszél finoman fogazott, a száron röviden fut le, ez egy fontos megkülönböztető alaki bélyeg a hasonló Brachythecium rivulare-tól ahol a levélszél hosszan fut le a száron. A levél saroksejtjei nem különülnek el élesen a levéllemez többi sejtjétől. A levélér erős de csak a levél 2/3-ig, feléig ér. A főhajtás és az oldalhajtások levelei hasonlóak, az oldalhajtás levelei csak kicsit kisebbek.
A moha gyakran fejleszt sporofitont. A spóratartótok rövid hengeres, mely hajlottan ül az érdes, szemölcsös toknyélen. A tokfedő kúpos.
Nagyon változatos élőhelyekhez képes alkalmazkodni ami változatos megjelenést is okoz színben és gyepformában.

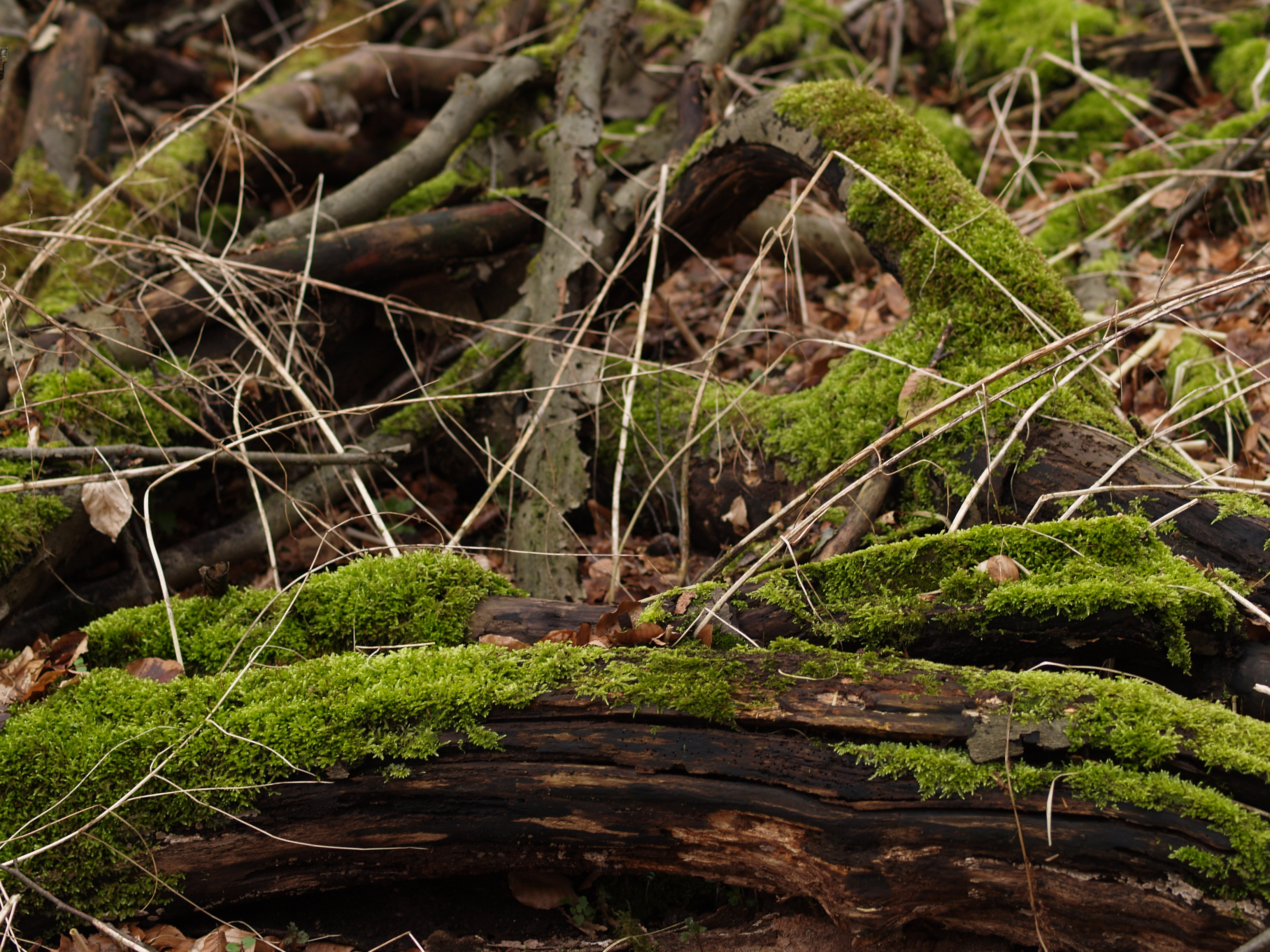
Erdőkben, korhadt fákon gyakori
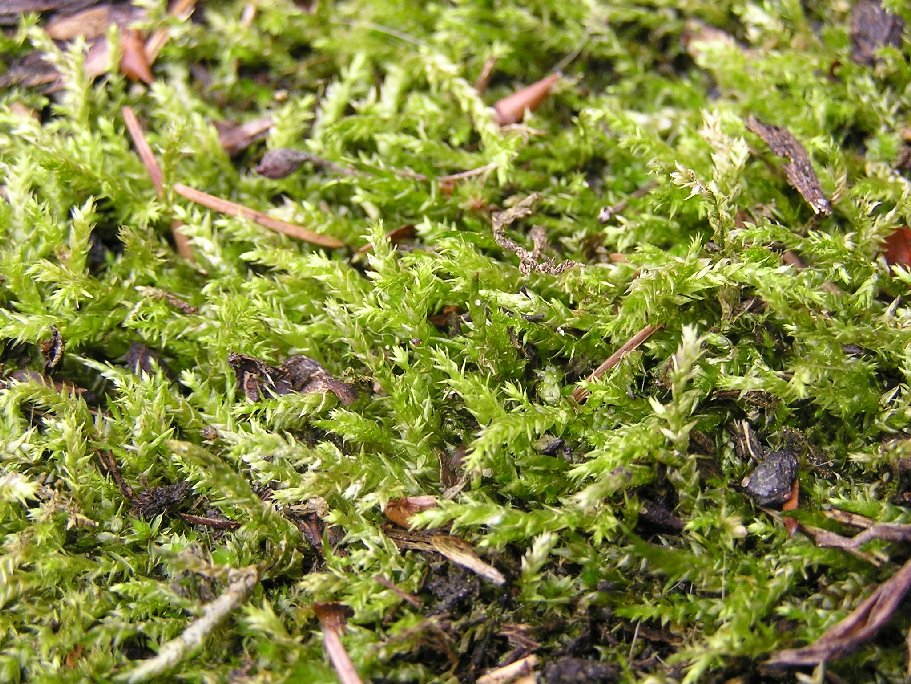
Habituskép
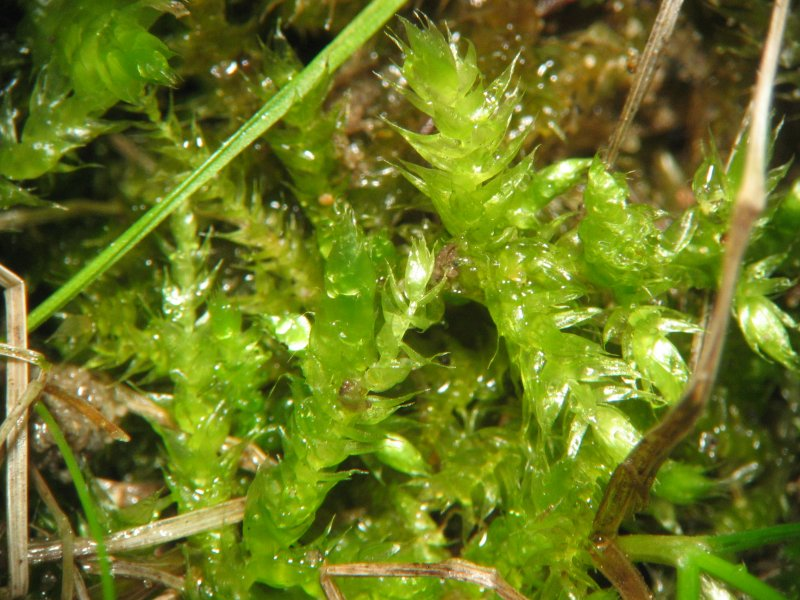
Közeli habituskép
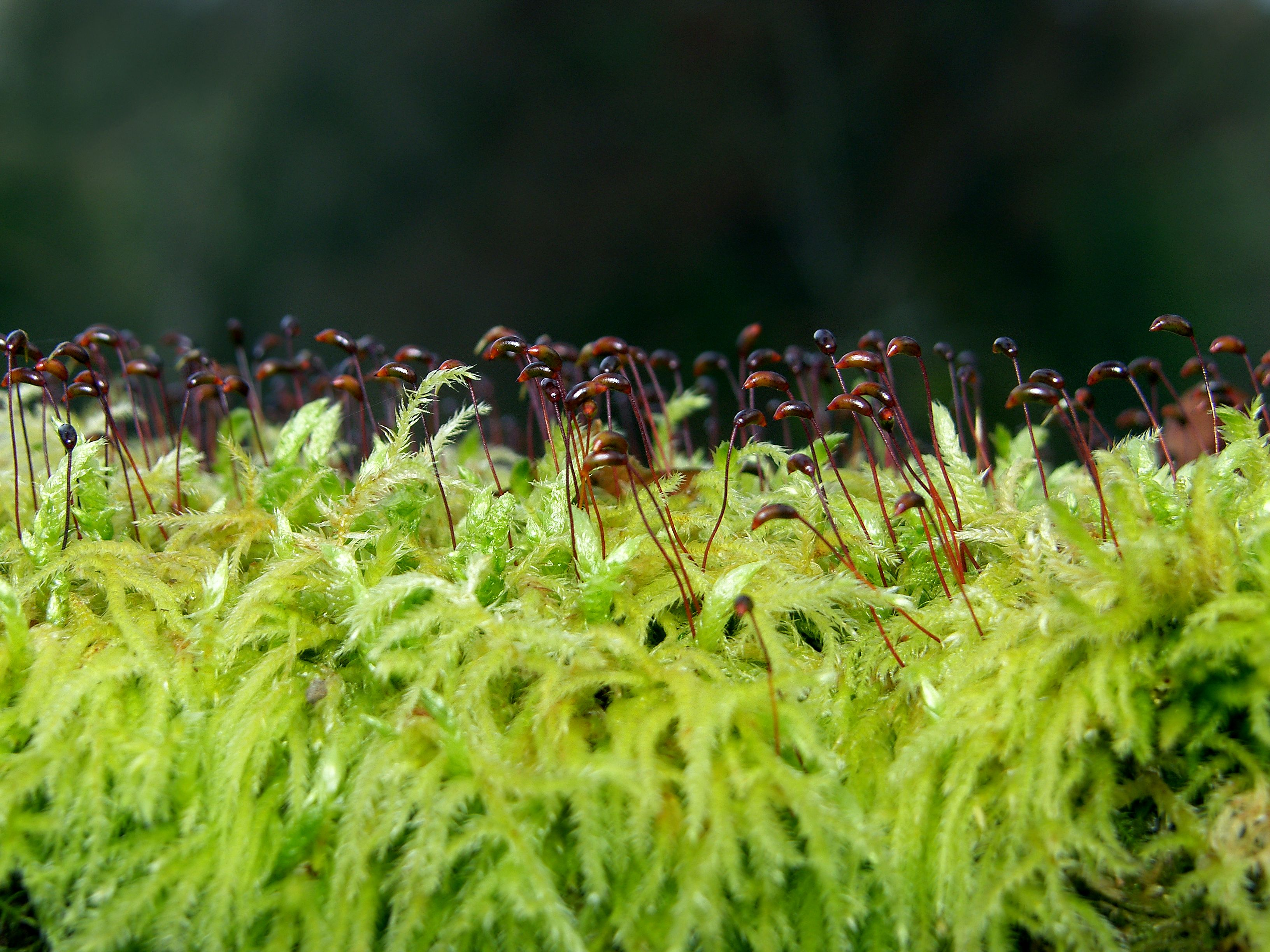
Gyakran fejleszt sporofitont
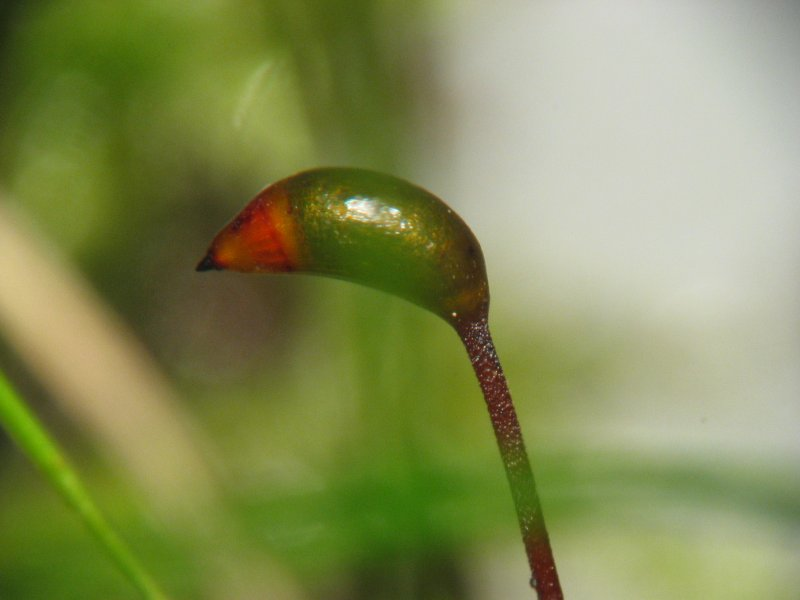
Spóratartótok 30-szoros nagyításban
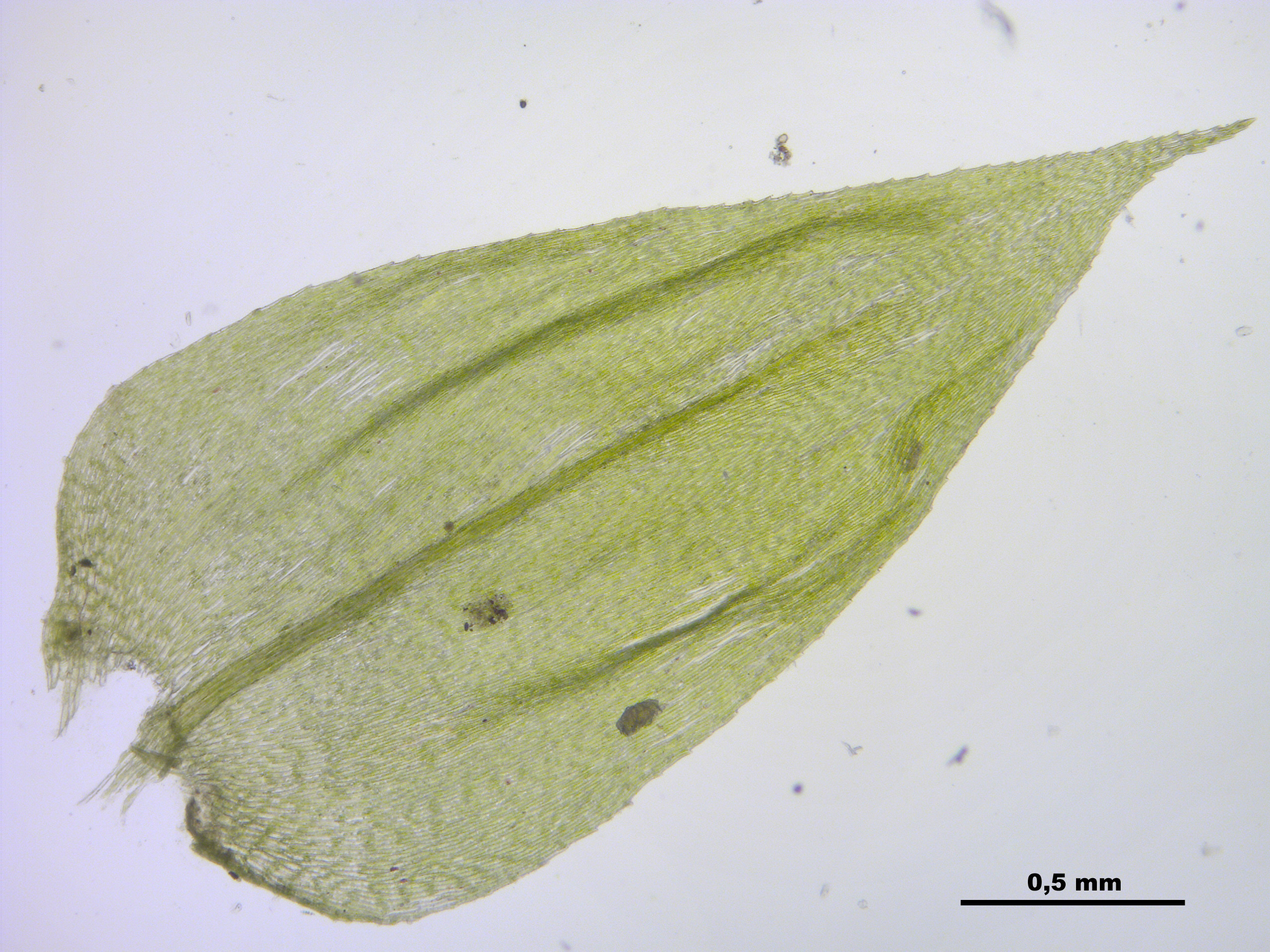
A levél kis nagyítású képe
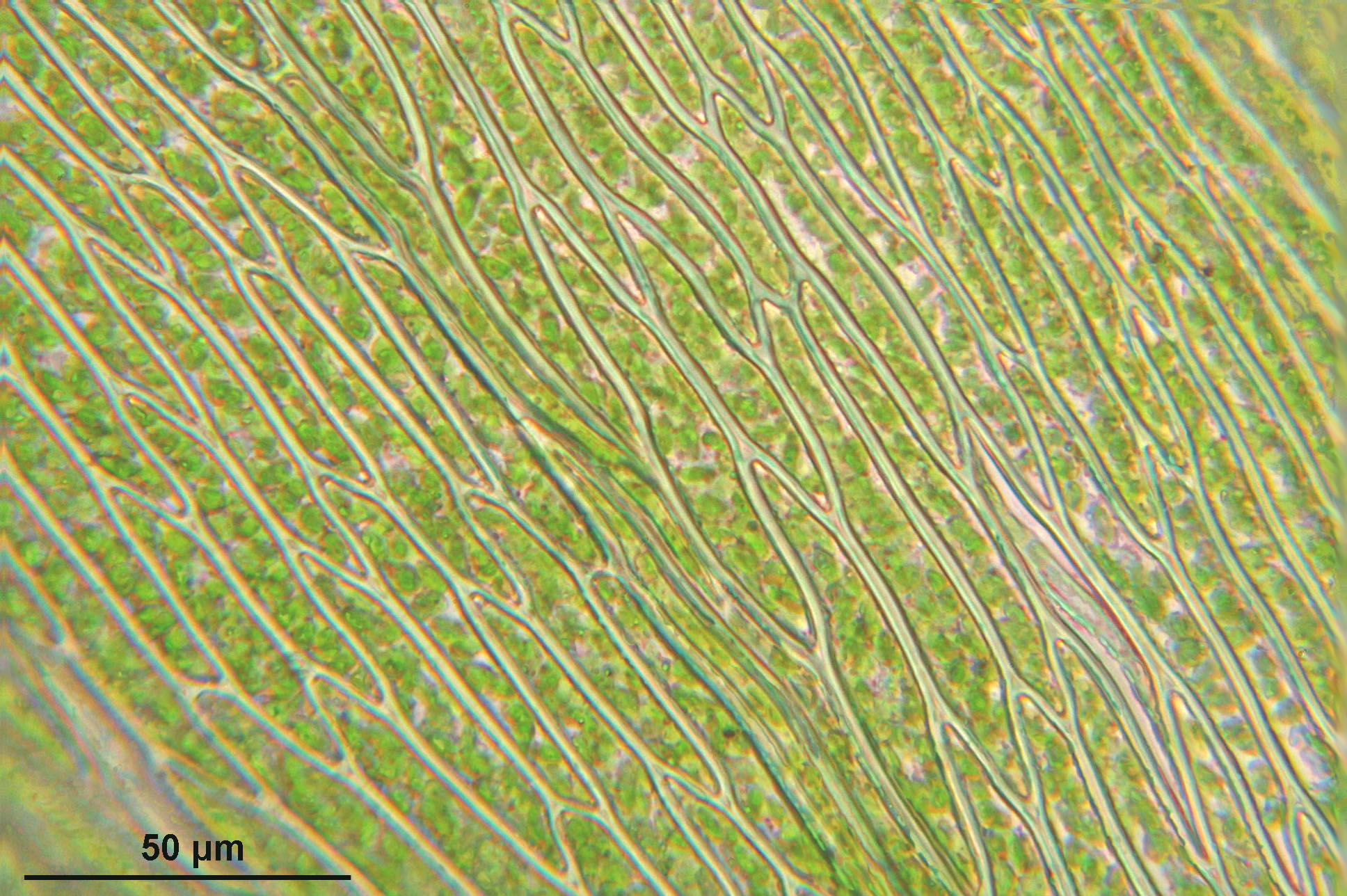
A levéllemez sejtjei 400-szoros nagyításban

## Elterjedése és élőhelye
Fák kérgén, sziklákon, nyílt talajon és gyepen is megél. Nagyon szereti a tápanyagban gazdag helyeket.
Kozmopolita faj. Európában mindenütt jelen van és gyakori, természetes és mesterséges élőhelyeken is. Magyarországon is az egyik legközönségesebb mohafaj.

## Internetes hivatkozások
- BBS Field Guide - Brachythecium rutabulum (Angol oldal)

- Swiss Bryophytes - Brachythecium rutabulum (Svájci oldal)

- Bildatlas Moose - Brachythecium rutabulum (Német oldal)

## Fordítás
Ez a szócikk részben vagy egészben  a   Gemeines_Kurzbüchsenmoos című német Wikipédia-szócikk ezen változatának fordításán alapul.  Az eredeti cikk szerkesztőit annak laptörténete sorolja fel. Ez a jelzés csupán a megfogalmazás eredetét és a szerzői jogokat jelzi, nem szolgál a cikkben szereplő információk forrásmegjelöléseként.